# Nara Singde
Pour les articles homonymes, voir Nara (homonymie).
Nara Singde, ou Nalan Xingde en chinois (chinois traditionnel 納蘭性德, chinois simplifié 纳兰性德, Wade-Giles Na-lan Hsing-te, EFEO Na-lan Sing-tö), né en 1655, mort en 1685, est un poète d'origine mandchoue et d'expression chinoise han.

## Biographie
Nara Singde appartenait à une importante famille mandchoue, son père étant le Grand Secrétaire (en) Mingju (en) (1635 – 1708). Il a obtenu son doctorat très jeune, à l'âge de vingt-et-un ans, et a fait partie de la garde impériale. Avec son père, il était passionné de culture chinoise, et tous deux ont grandement contribué à favoriser l'acceptation de la dynastie mandchoue auprès des lettrés chinois.

## Œuvre
Nara Singde a remis à l'honneur le genre du ci, poème à chanter prisé sous la dynastie des Song et tombé en désuétude entre-temps. Il avait pour modèle l'empereur des Song du Sud Li Yu (937 – 978). Il chante dans ses poèmes, dans un style simple, une femme aimée, sur un ton mélancolique, et passe pour le grand maître du ci de la dynastie Qing,.
La plus grande partie de son œuvre en prose et en poésie a été réunie six ans après sa mort sous le titre Tongzhitang ji.

## Traduction
- Paul Demiéville (dir.), Anthologie de la poésie chinoise classique, Paris, Gallimard, « Poésie », 1962. « Na-lan Sing-tö », p. 585-587